# Giardini Majorelle
I giardini Majorelle (AFI: /maʒɔˈʁɛl/; in arabo حديقة ماجوريل‎?; in francese: Jardin Majorelle), sono un complesso di giardini botanici e paesaggistici che si trovano a Marrakech, in Marocco. Il complesso di giardini fu progettato dall'artista francese Jacques Majorelle nel 1931, durante il periodo coloniale.

## Storia
Nel 1919 il pittore francese Jacques Majorelle (1886-1962; figlio di Louis Majorelle) si stabilì nella medina (città vecchia, centro storico) di Marrakech e se ne innamorò.
Nel 1922 comprò un palmeto nel nord-ovest della medina, e, nel 1931, commissionò all'architetto Paul Sinoir la costruzione di una villa in stile moresco. La sua casa era al primo piano, mentre al piano terra c'era un grande studio per le sue attività da artista.
Da amante della botanica, creò il suo giardino botanico ispirato dai giardini tradizionali marocchini, il risultato finale fu un lussureggiante giardino tropicale intorno alla sua villa, un giardino impressionista, una cattedrale di forme e colori, imperniata su un lungo bacino centrale con vari ambienti differenti, dove centinaia di uccelli nidificano. Questo giardino è un'opera d'arte vivente in movimento, con piante esotiche e rare specie, e ornato con fontane, laghetti, vasi in ceramica, sentieri, pergolati.
Nel 1937 l'artista creò il blu Majorelle, un blu oltremare/cobalto al tempo stesso intenso e chiaro, con cui dipinse le pareti della sua villa, e tutto il giardino, che aprì al pubblico nel 1947.
A seguito di un incidente d'auto, Majorelle tornò a Parigi, dove morì nel 1962. Il giardino venne poi abbandonato per molti anni.

## Yves Saint Laurent

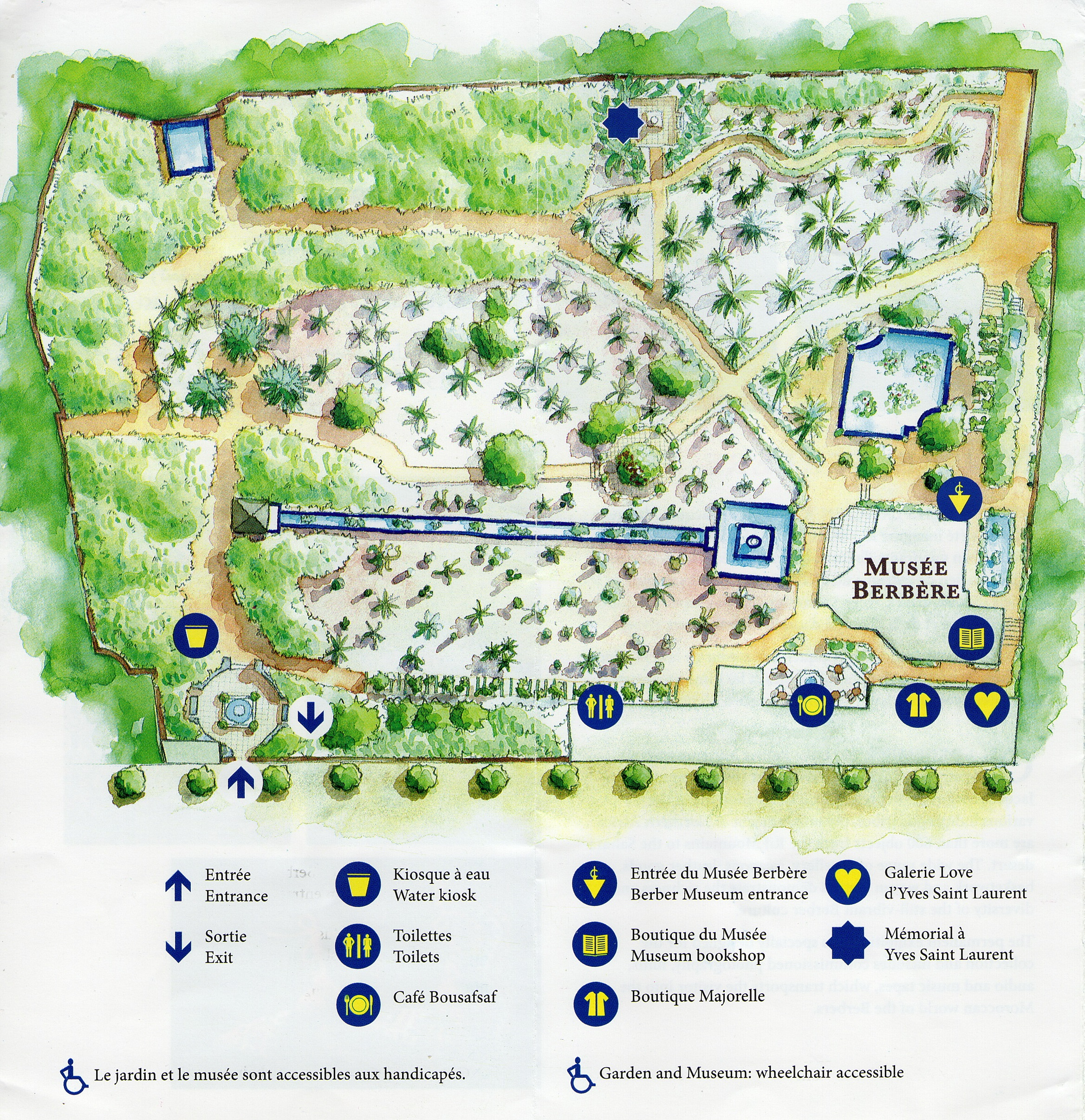
Mappa del giardino

Yves Saint Laurent e Pierre Bergé scoprirono il giardino nel 1966, durante il loro primo soggiorno a Marrakech, rimanendo incantati dalla struttura. Comprarono il giardino nel 1980, decidendo poi di vivere nella casa dell'artista, ribattezzata Villa Oasis, e intraprendendo un ampio lavoro di restauro.
Le ceneri di Yves Saint Laurent sono state disperse nel roseto di Villa Oasis, e un memoriale in suo onore è stato eretto nel giardino. Il 27 novembre 2010, la principessa Lalla Salma, moglie del re del Marocco Muhammad VI, inaugurò la mostra Yves Saint Laurent et le Maroc, con la creazione della via Yves Saint Laurent.
Il 3 dicembre 2011 è stato inaugurato il museo berbero al piano terra della villa, in presenza di ministro della cultura francese Frédéric Mitterrand.
Oggi il giardino attira più di 600.000 visitatori all'anno.

## Collezioni botaniche
- Collezione di cactus.
- Collezione di banani.
- Piante rare: aloe.
- Raccolta di palme nella parte meridionale del giardino.
- Bambù a sud e a ovest del giardino, tra il muro di cinta e la strada.

## Ornitologia
I canti dei bulbul accolgono i visitatori del giardino, che trovano altre specie comuni come il merlo, il passero, il pettirosso e la cinciallegra, accanto a specie meno comuni di uccelli canori come la ballerina bianca, la emberiza striolata, il codirosso spazzacamino e il pigliamosche comune. Sono numerosi colombe e i piccioni, e vi è anche un falco.

## Galleria d'immagini

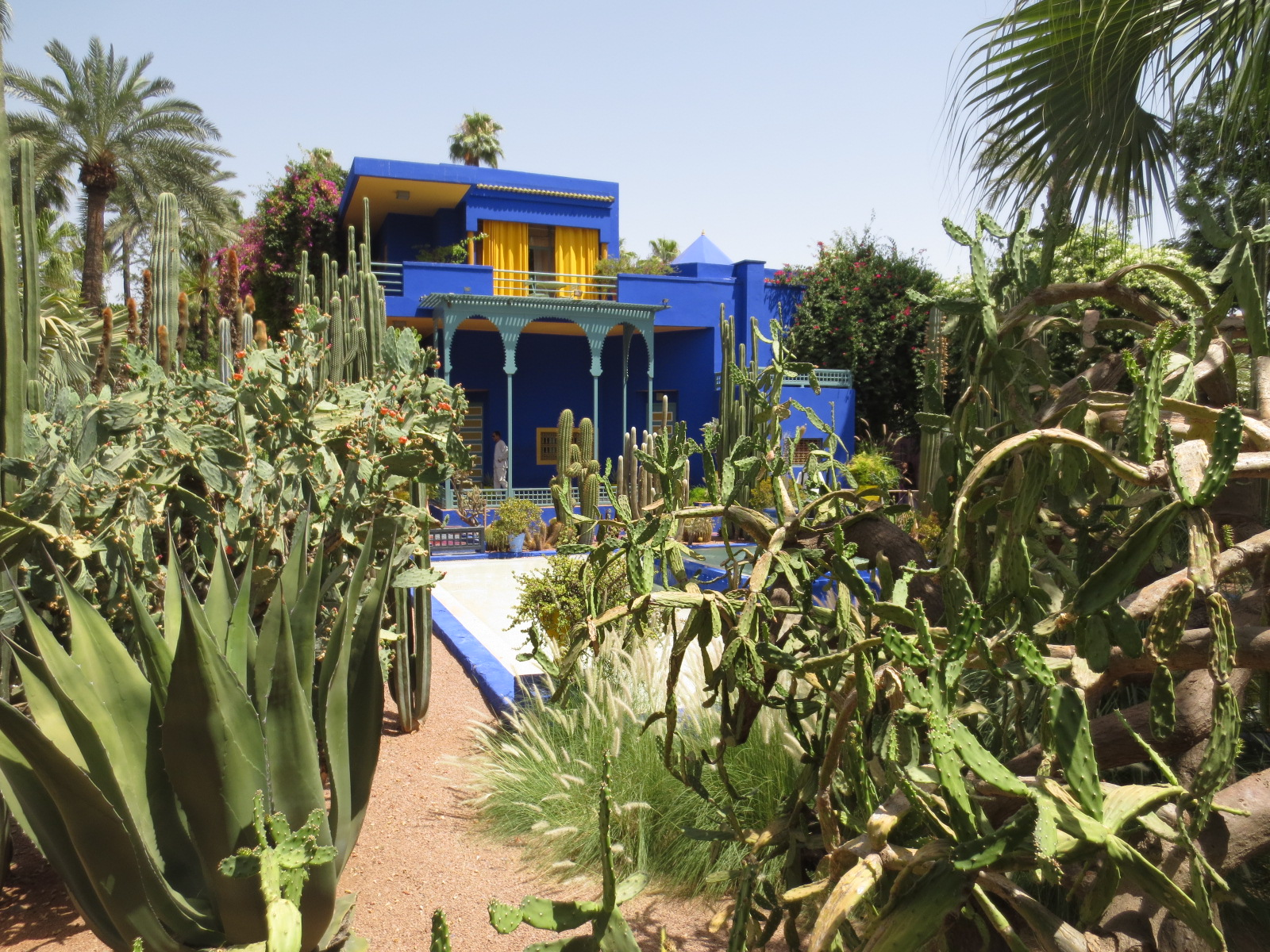
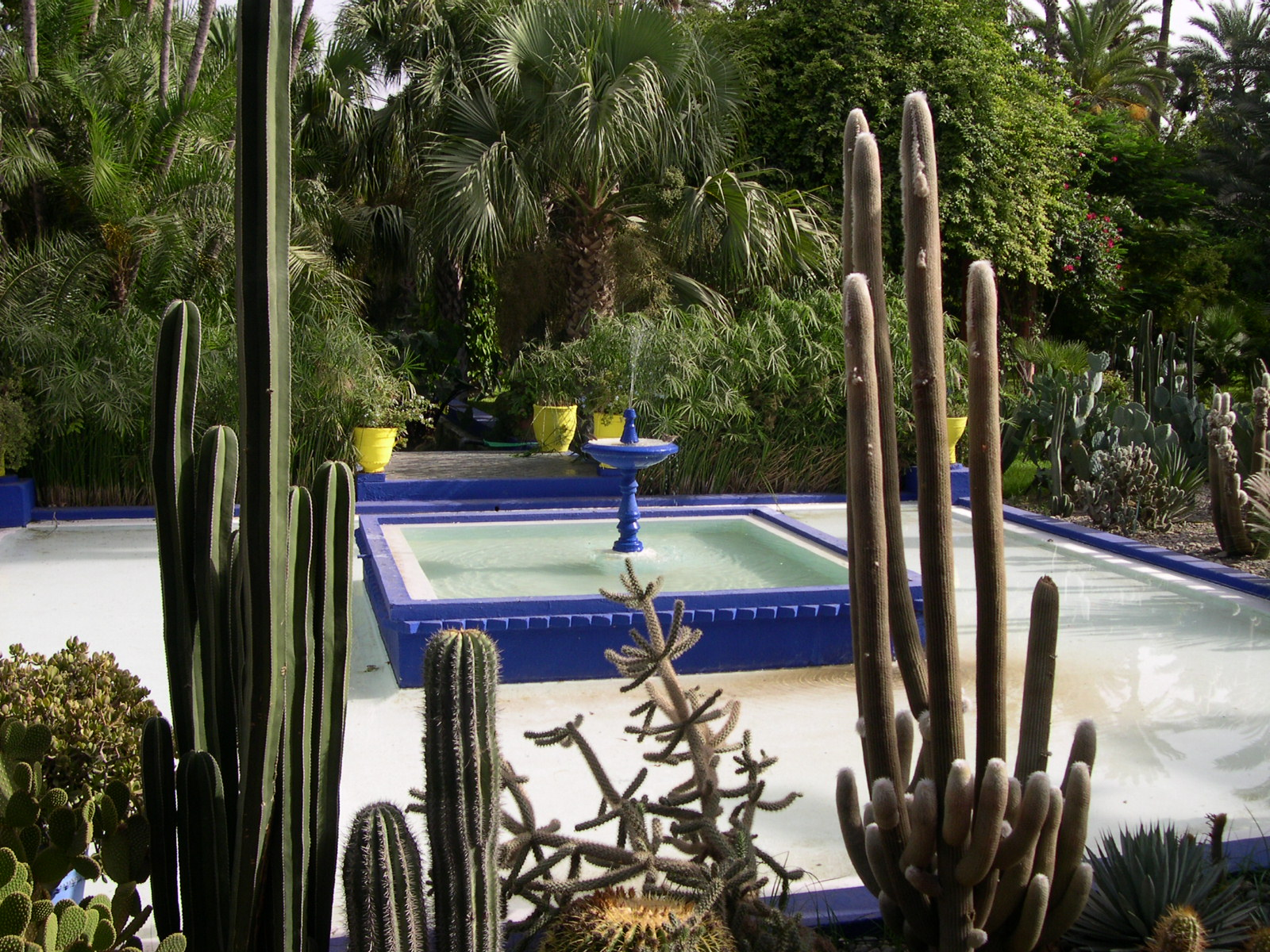
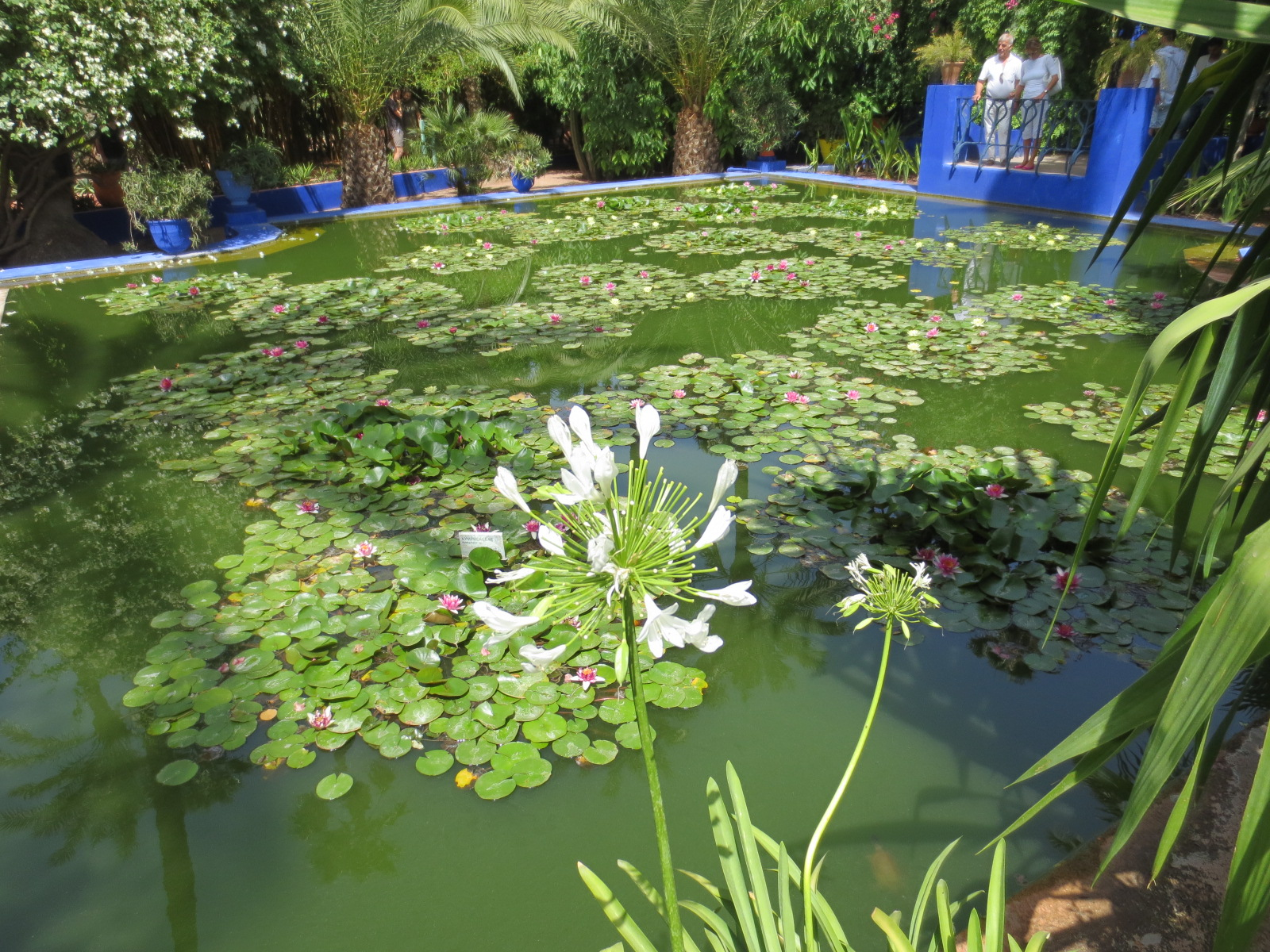
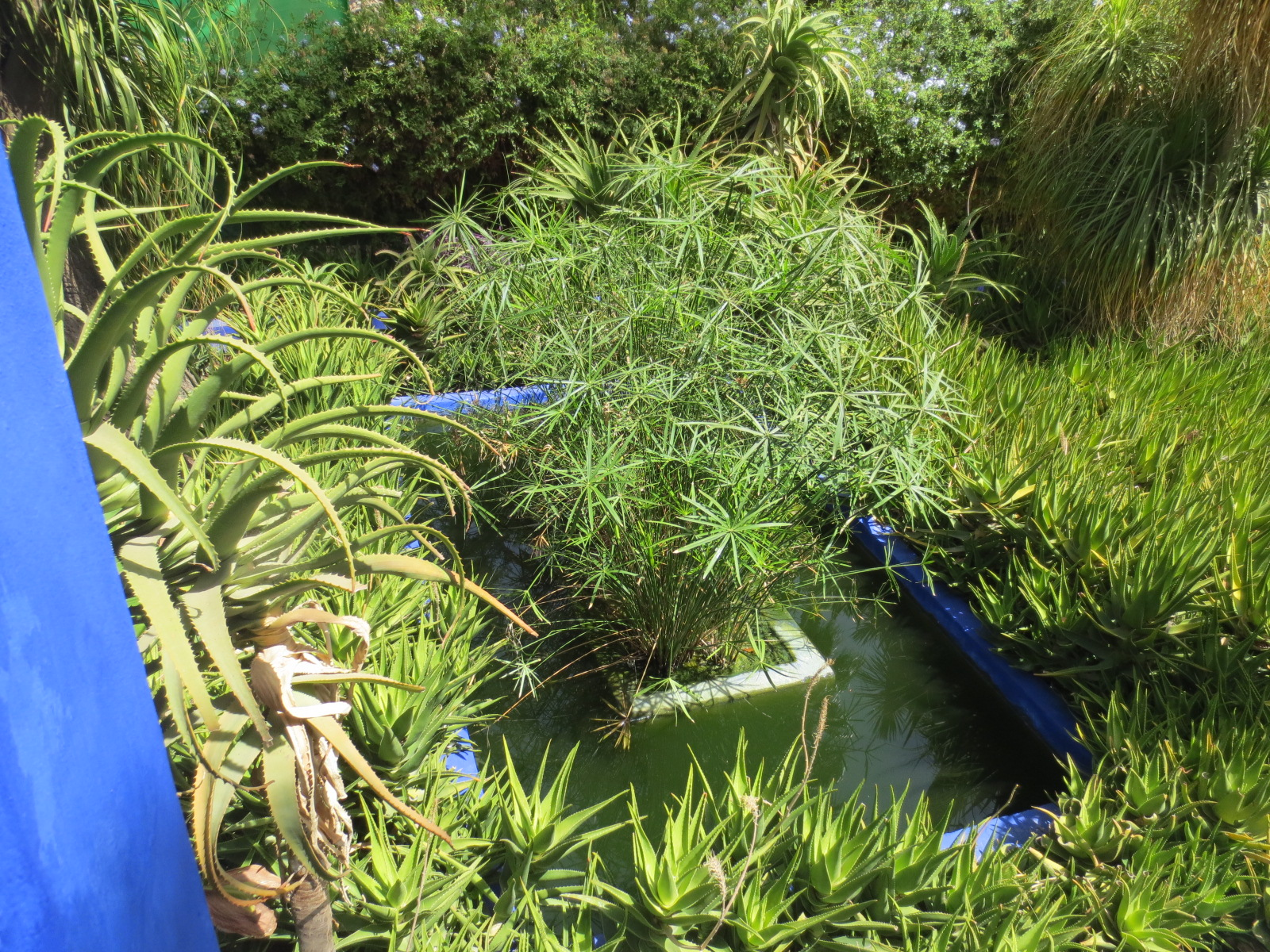
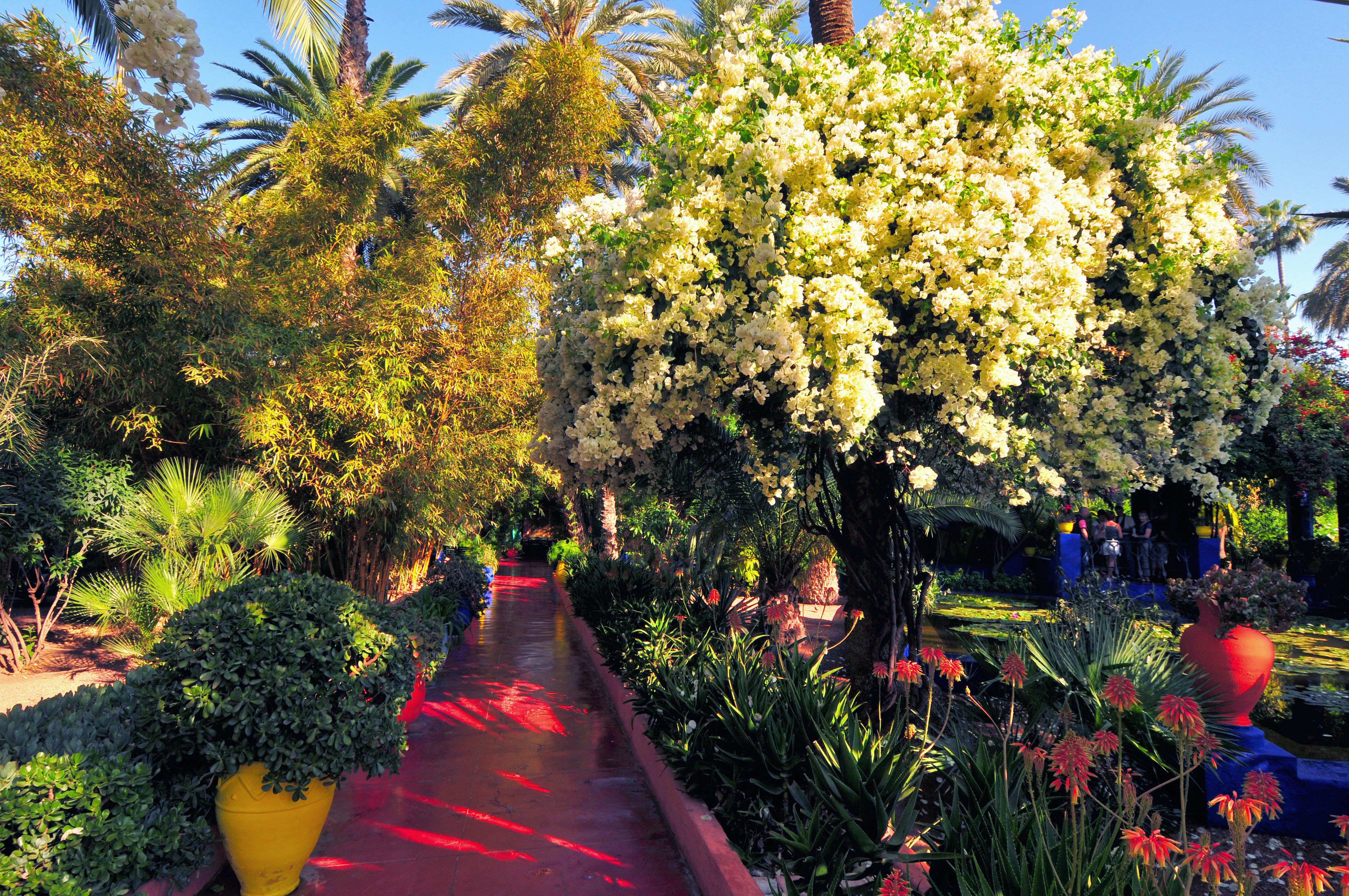
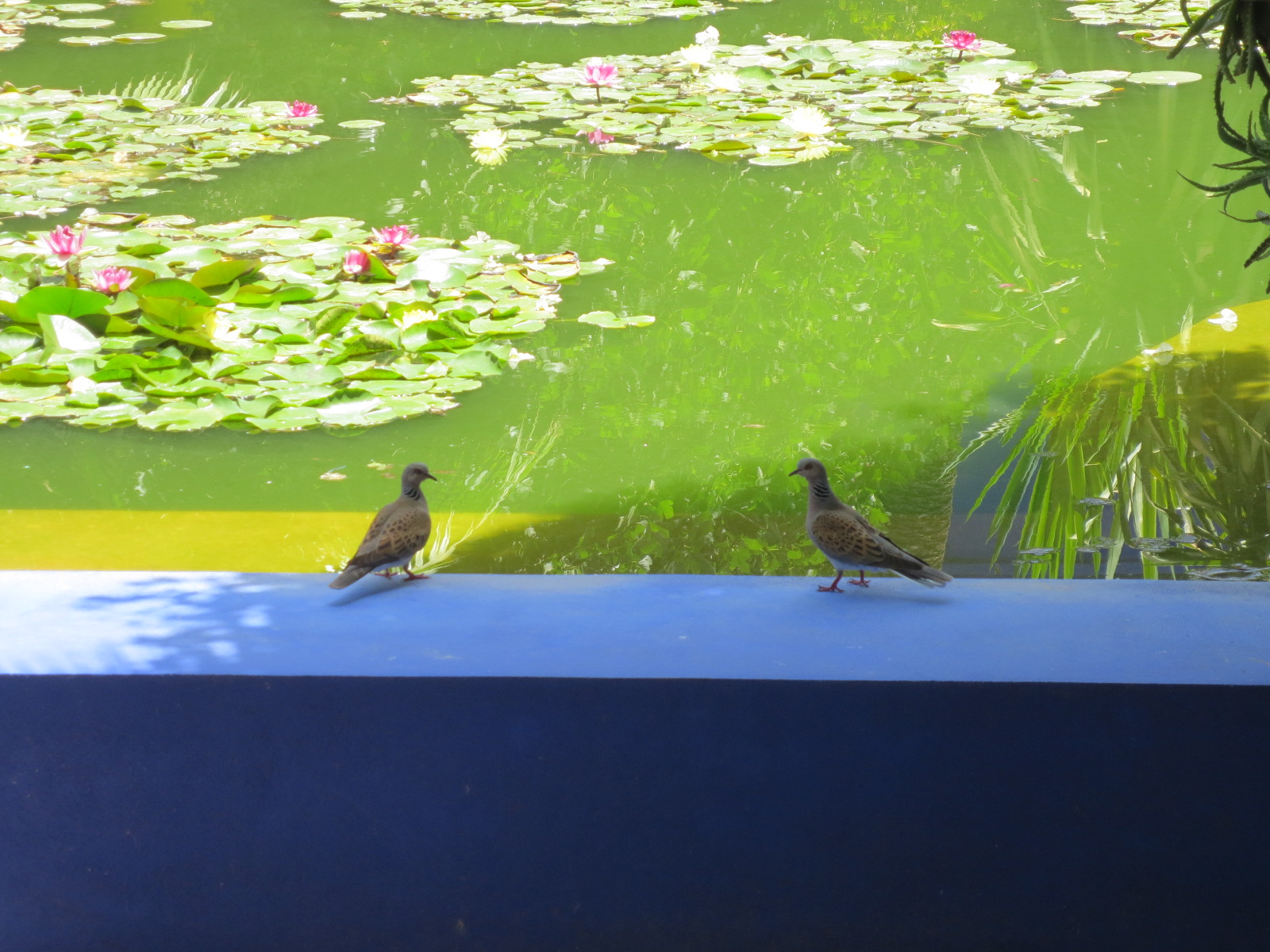
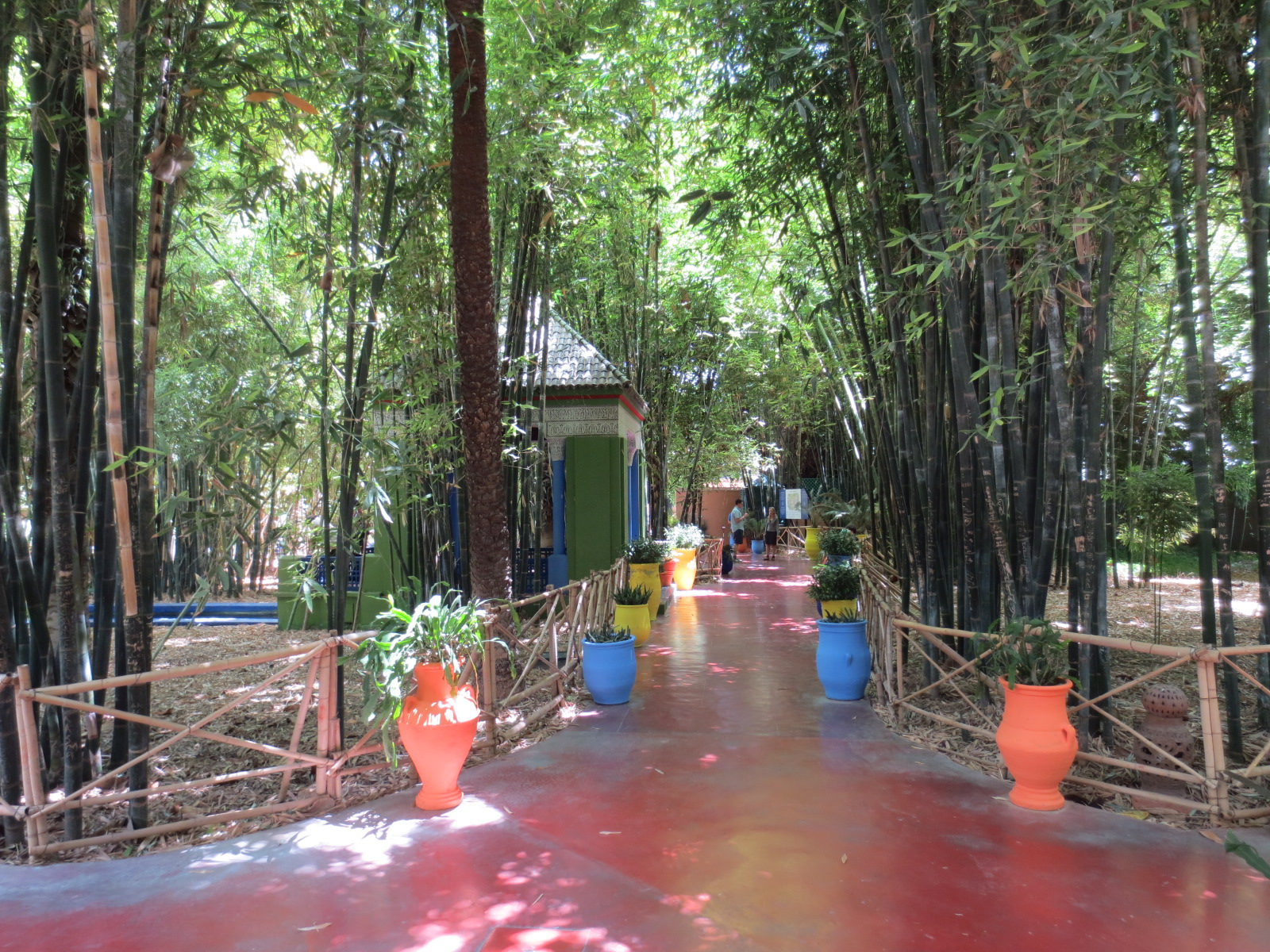
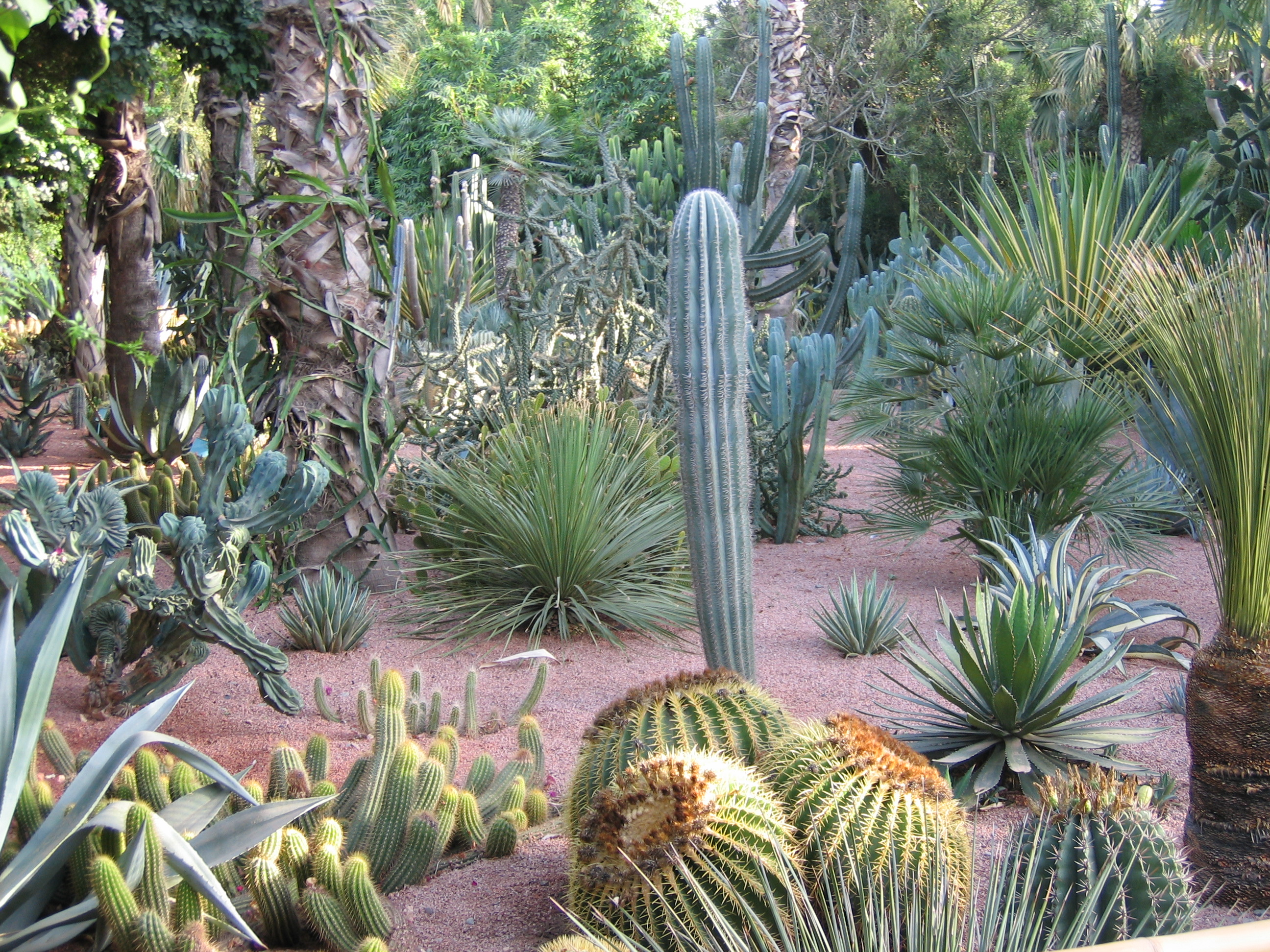
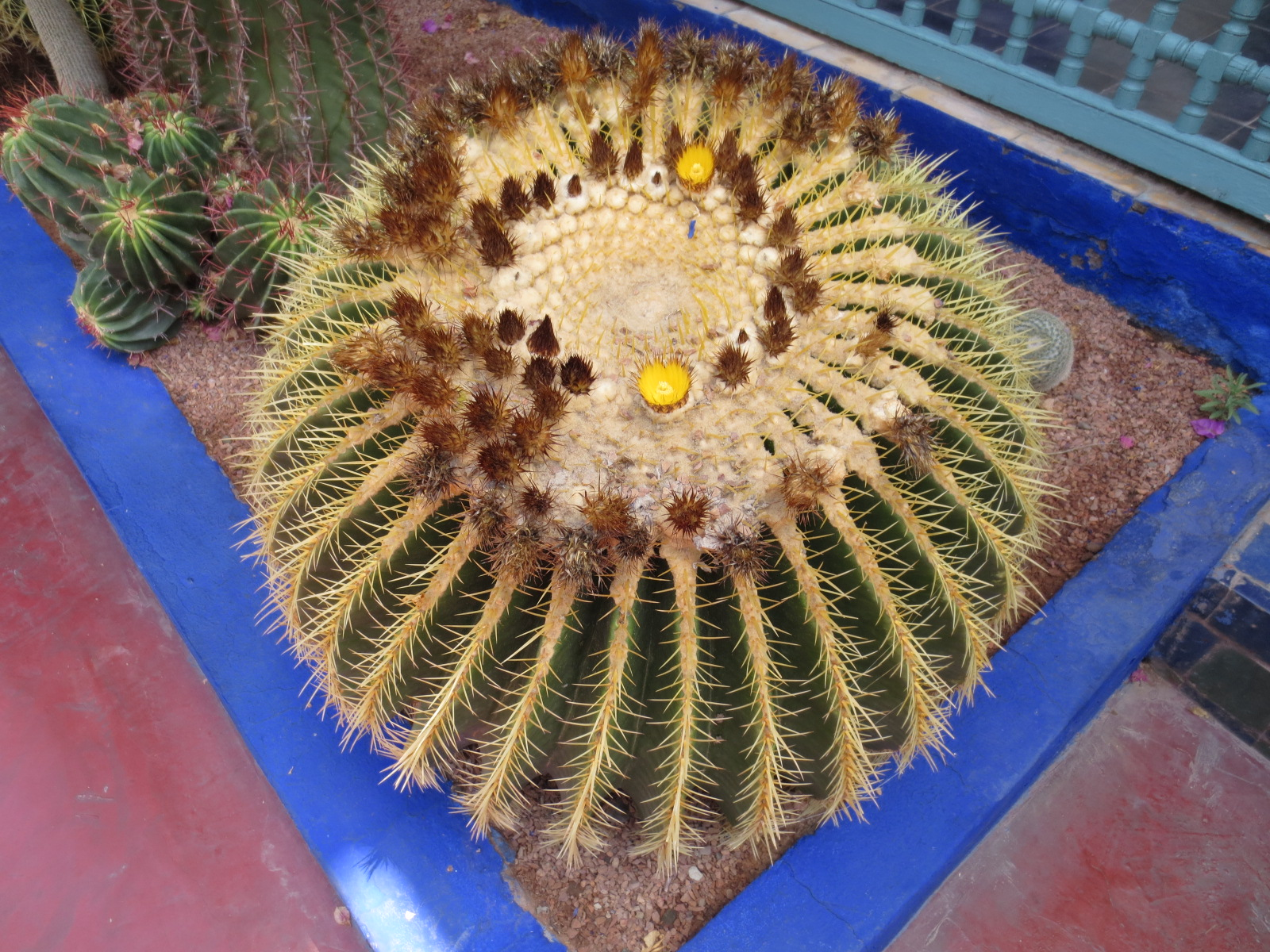
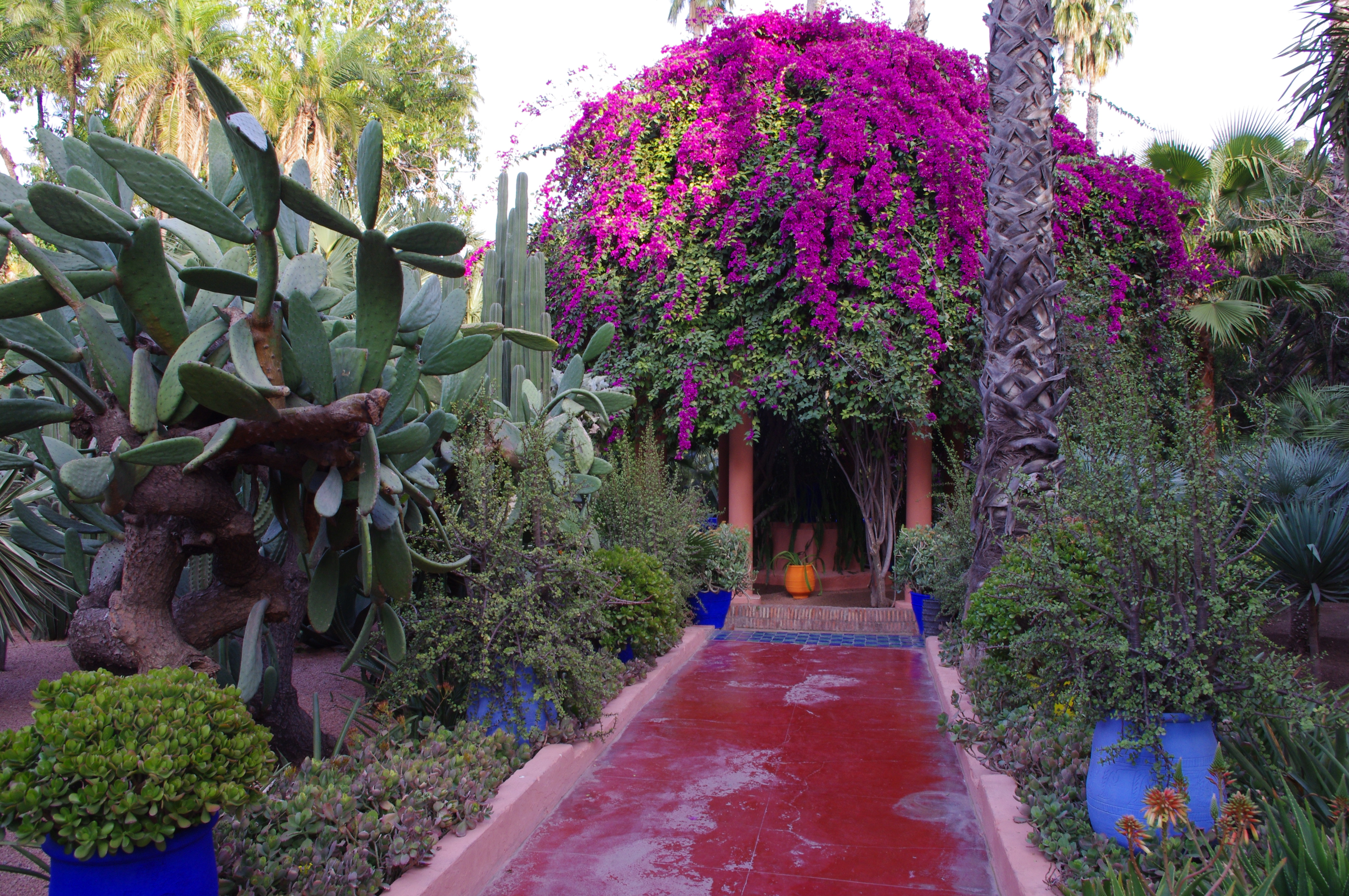
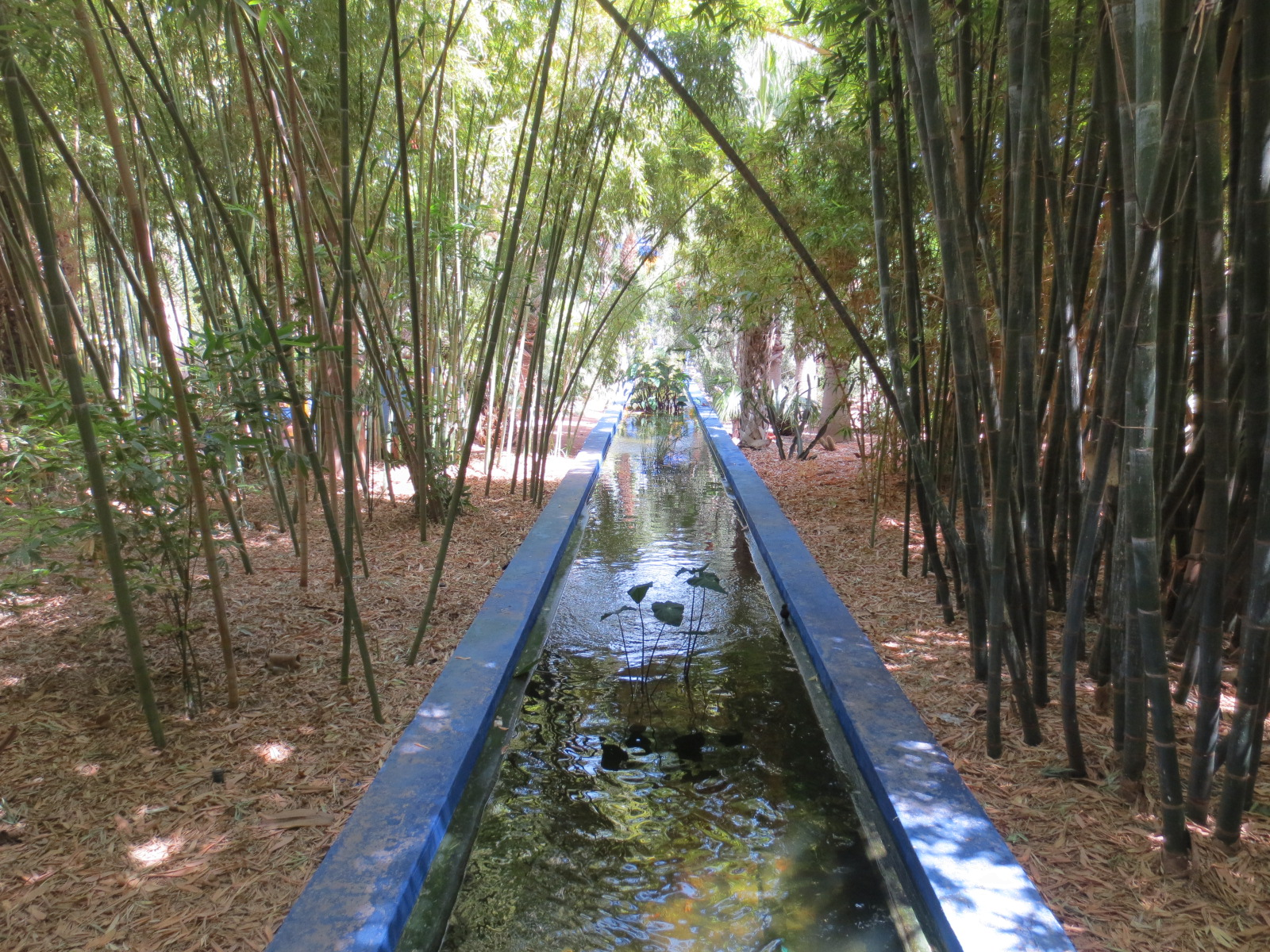
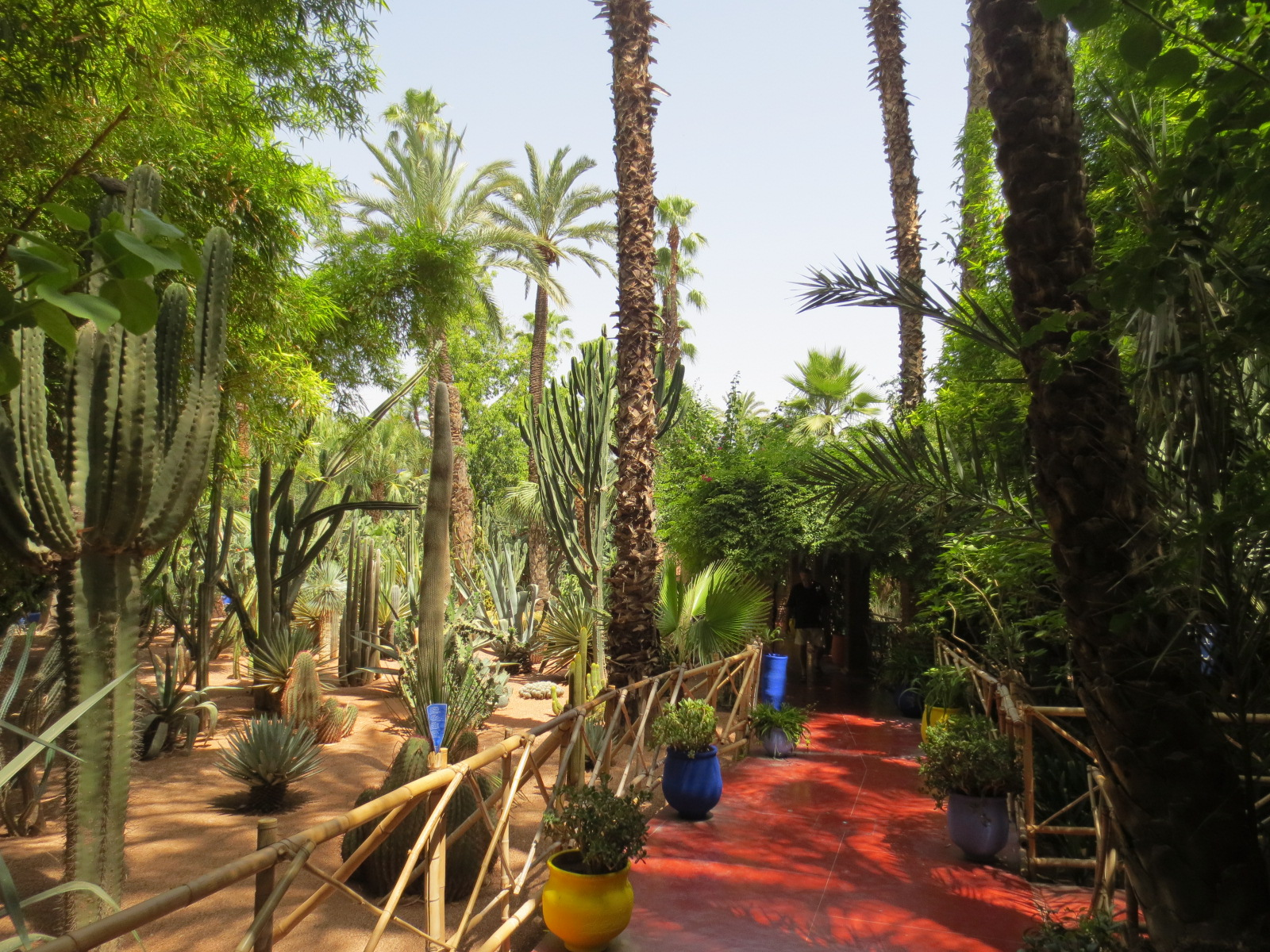
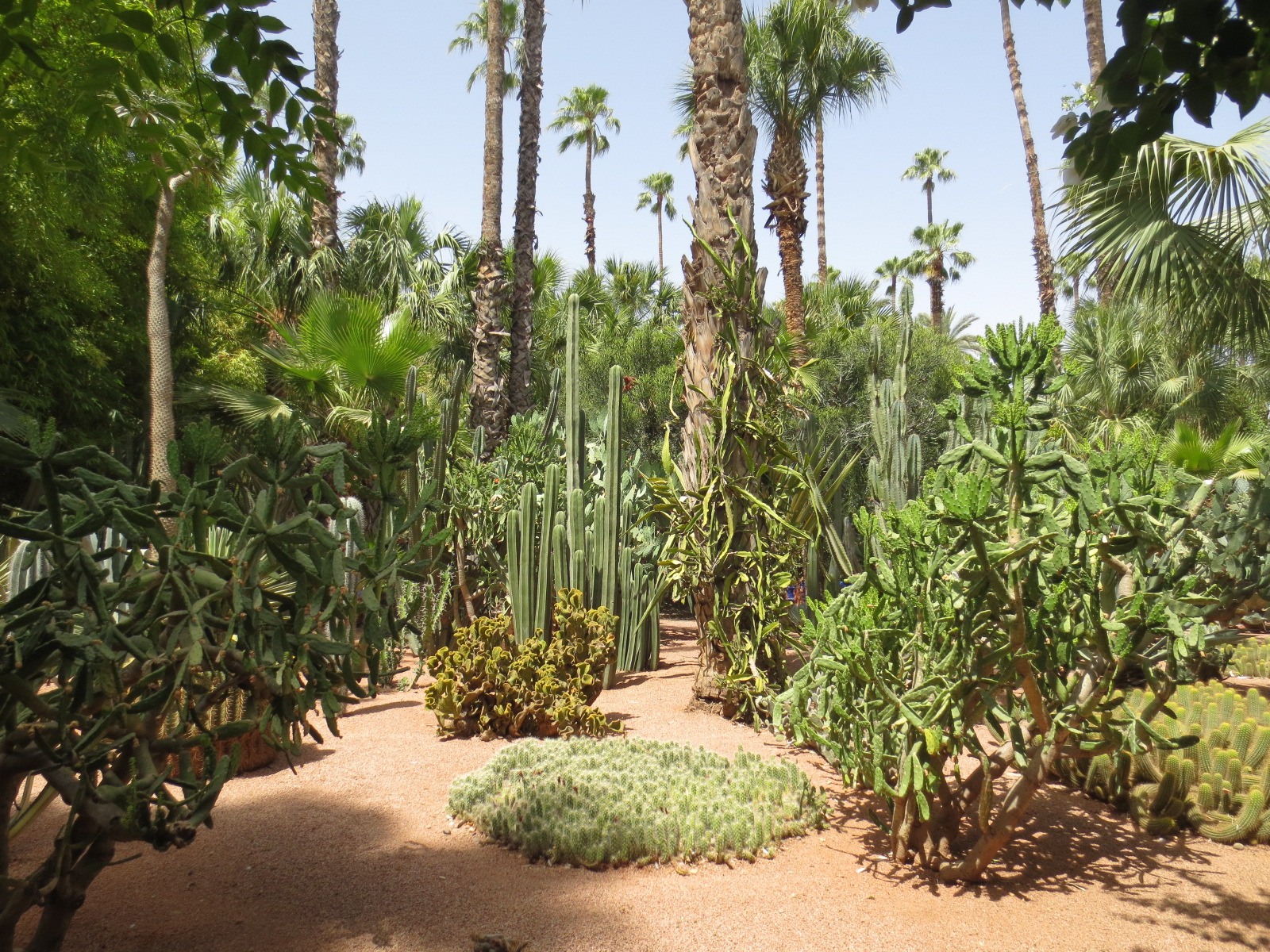
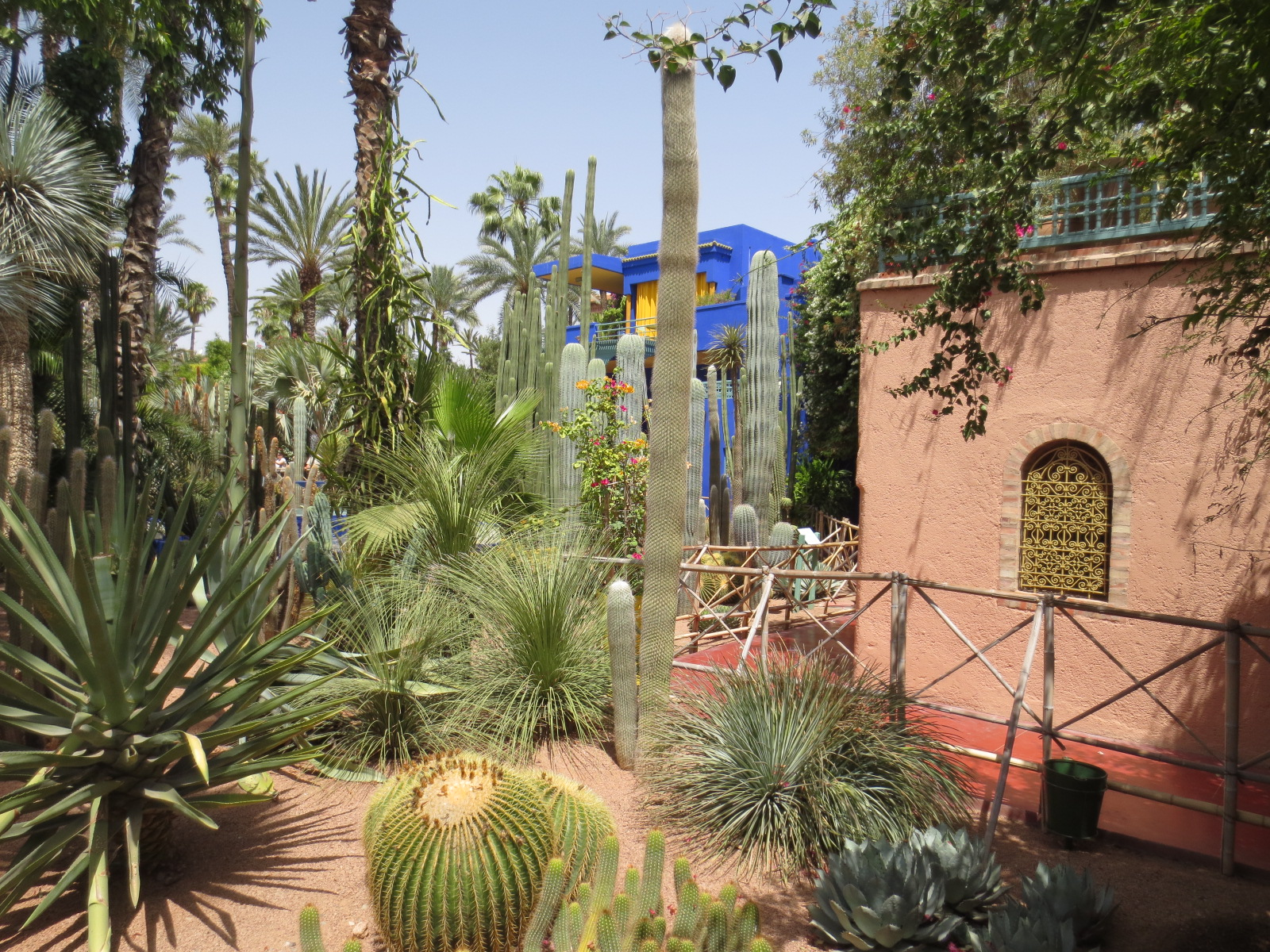
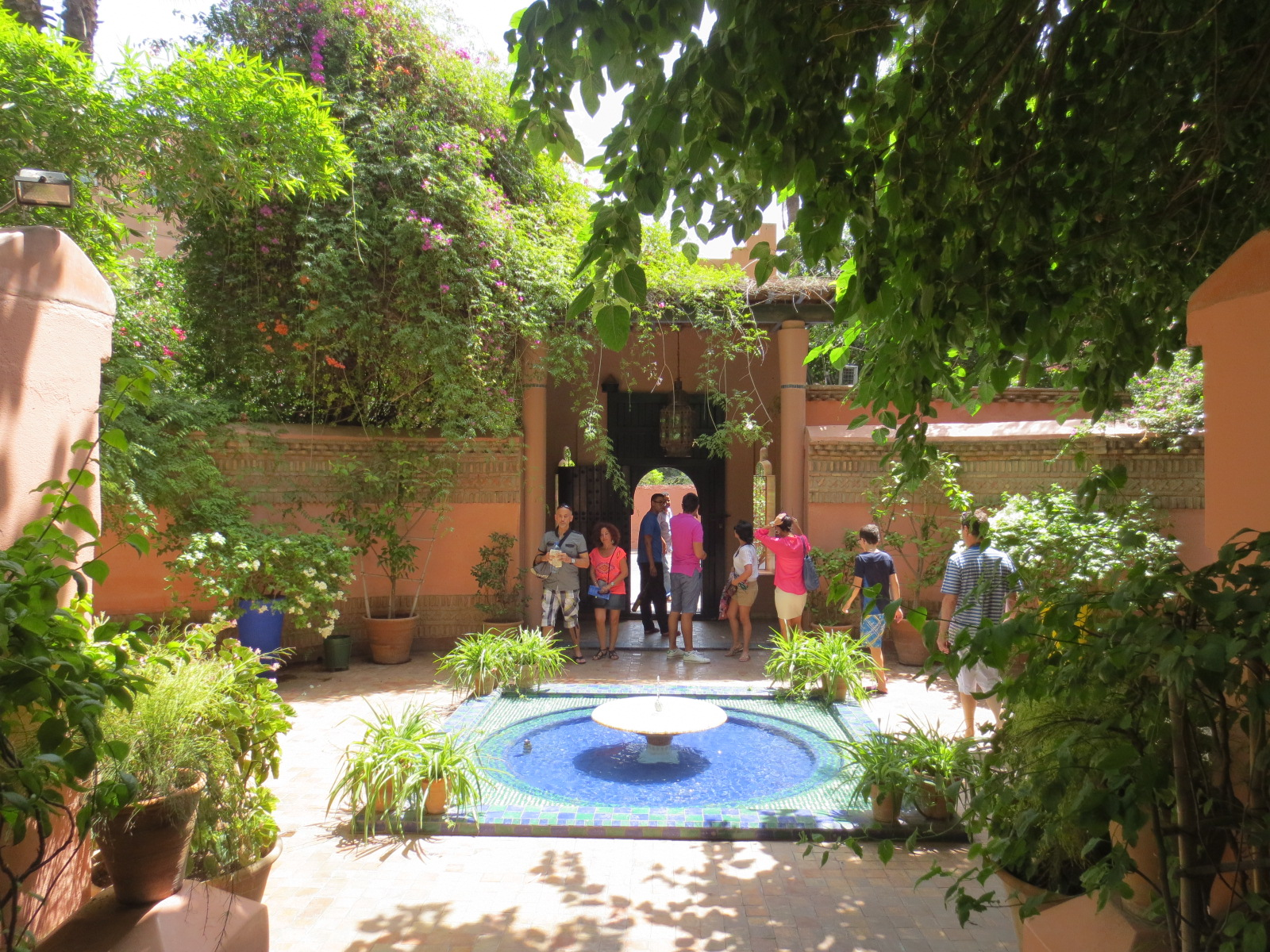
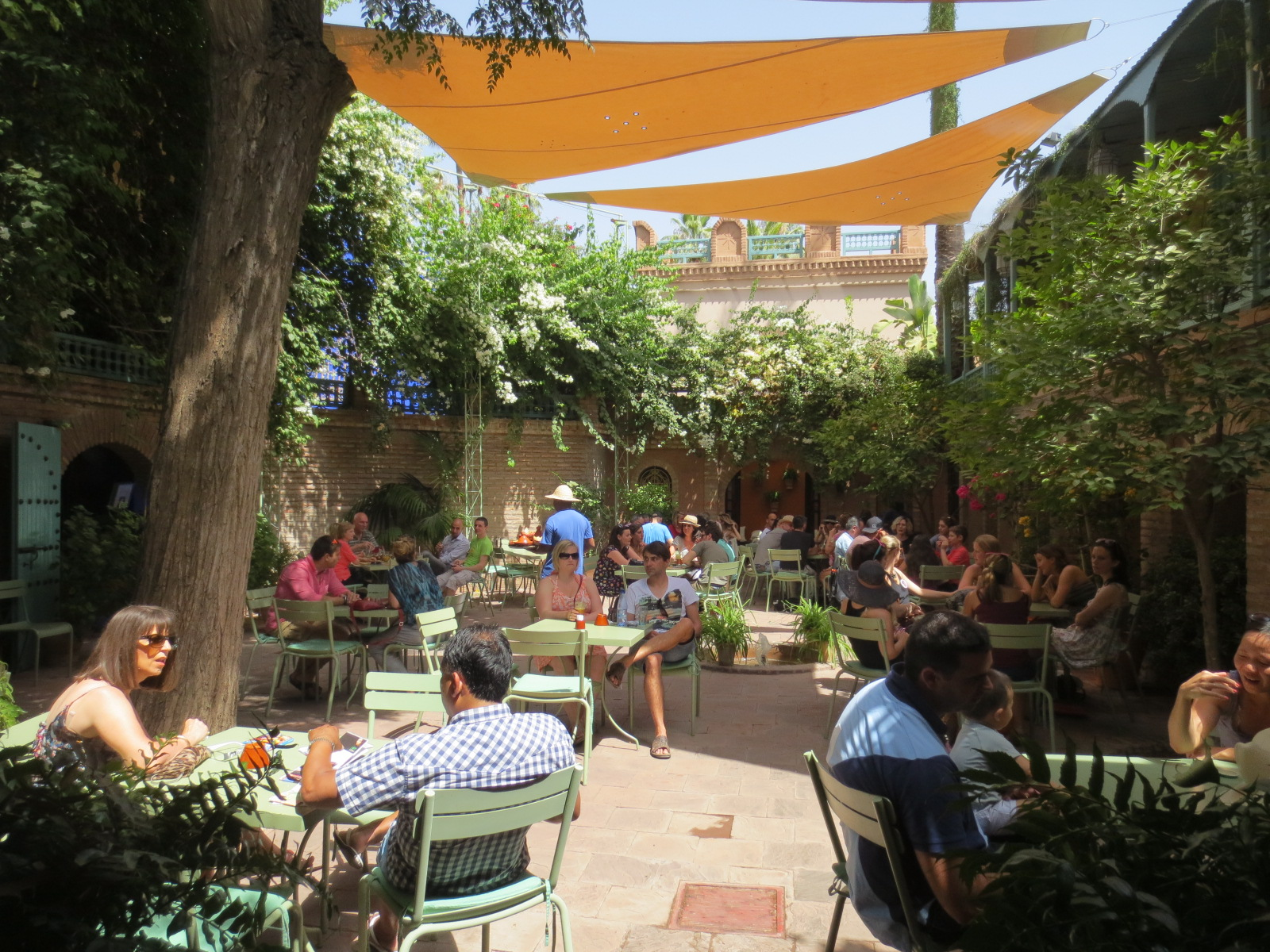
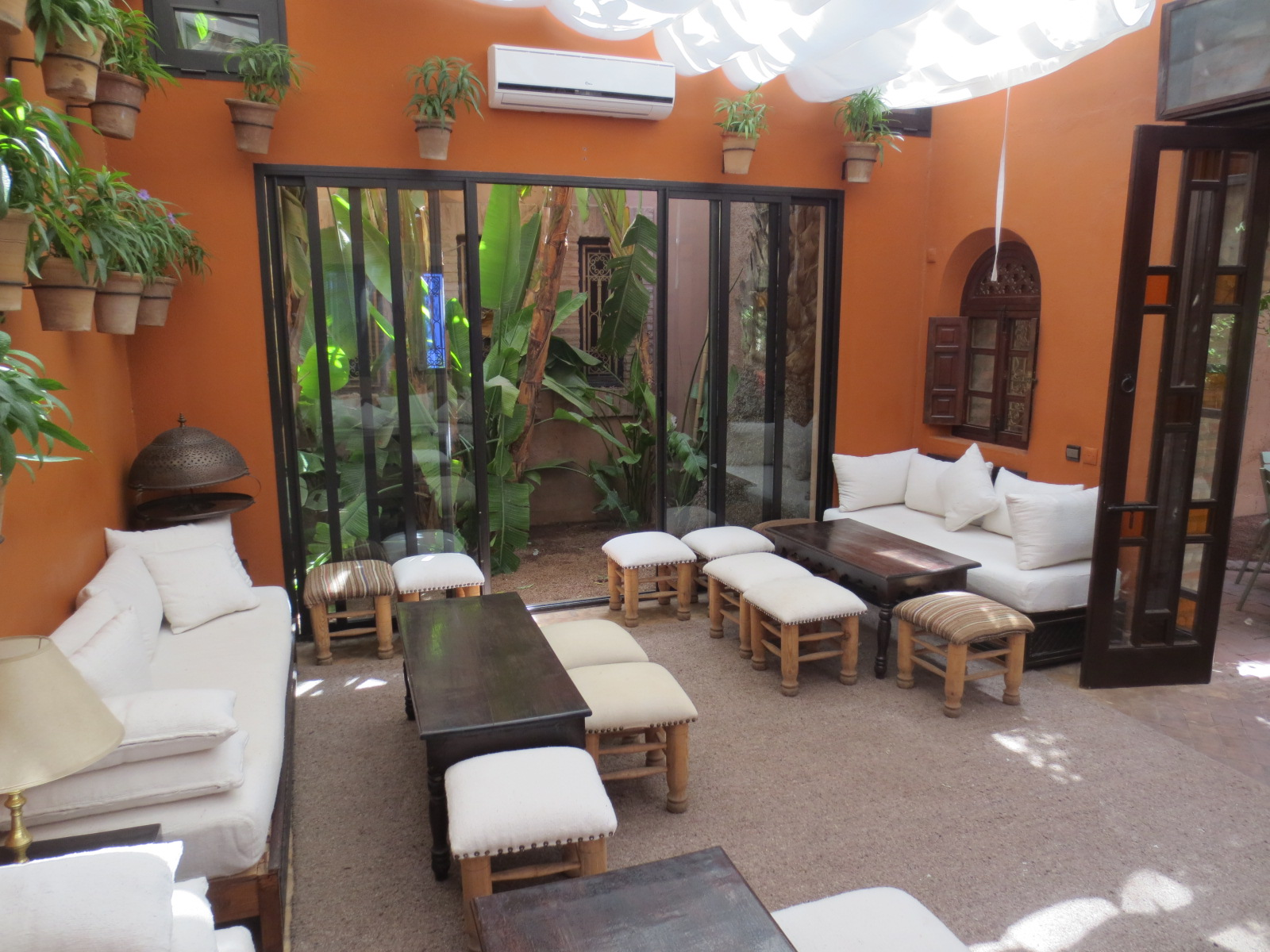
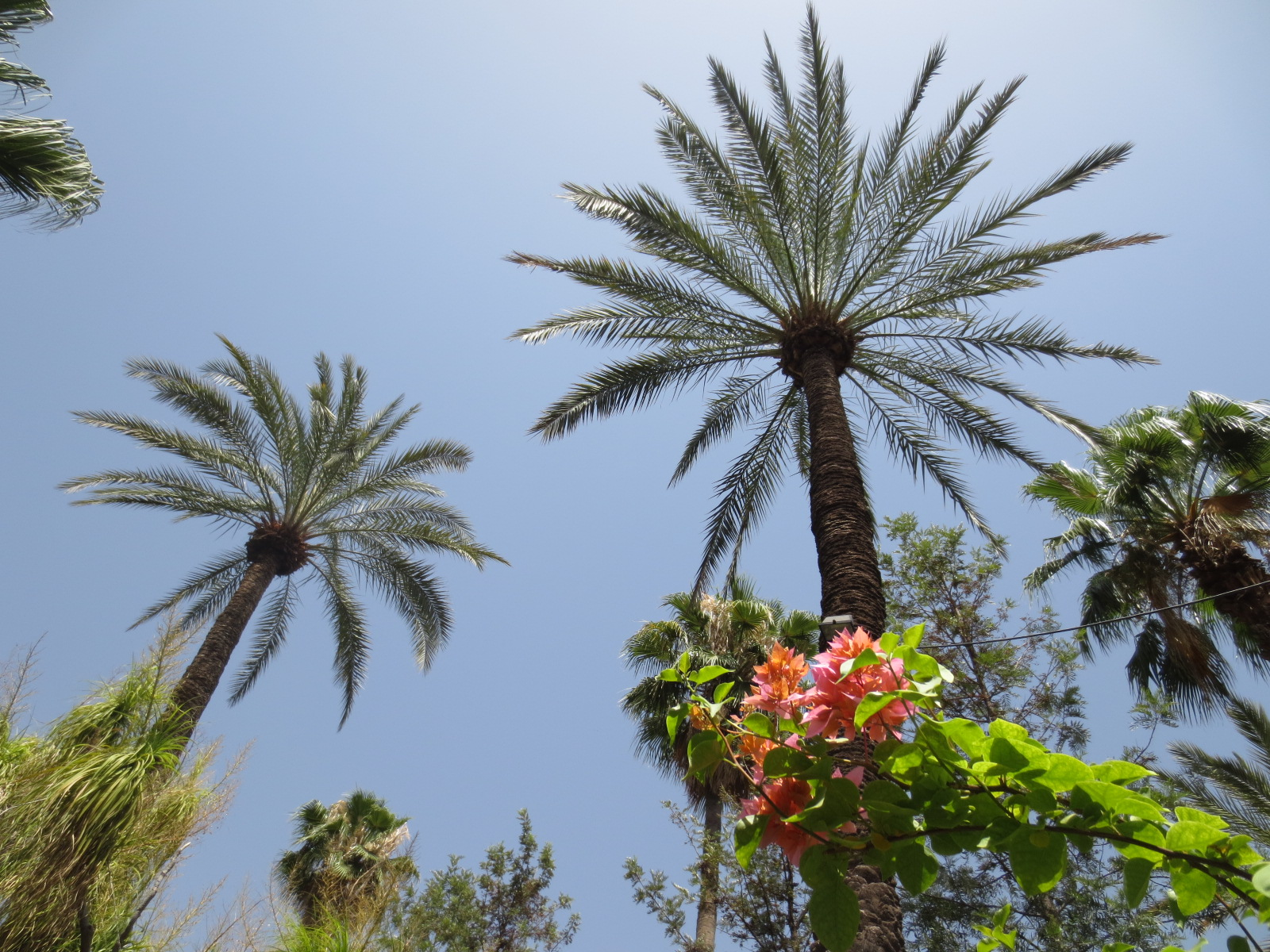
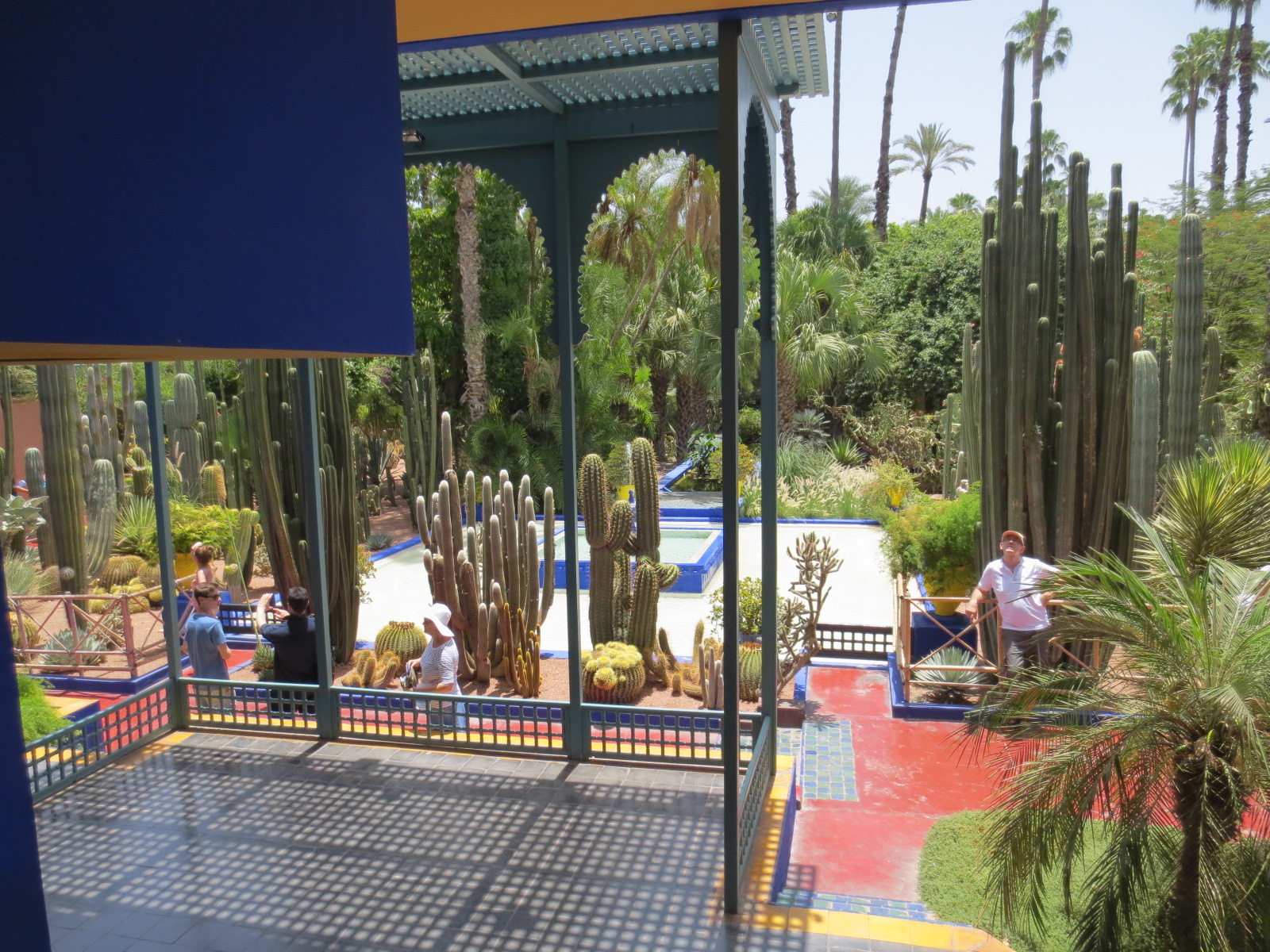
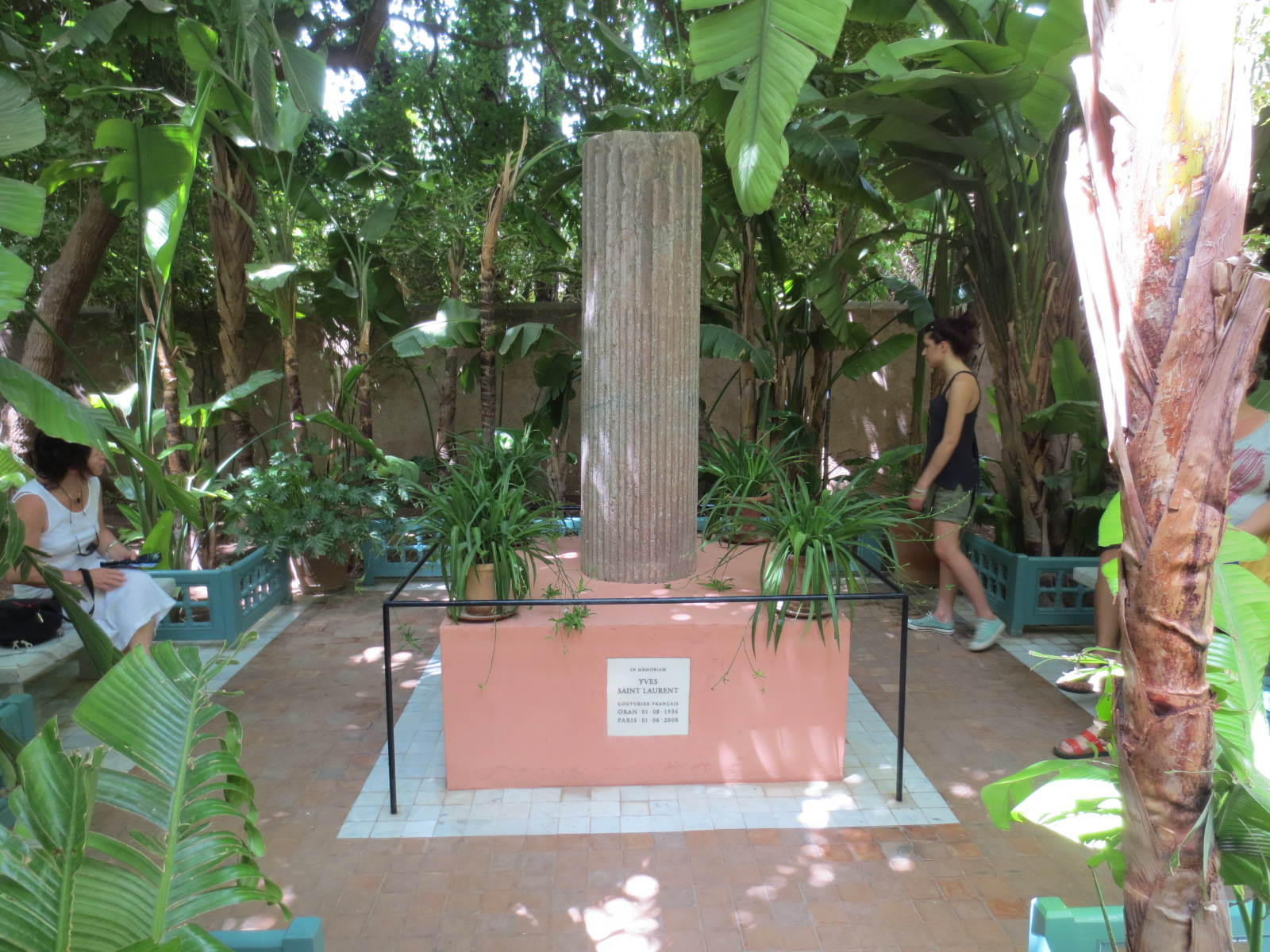
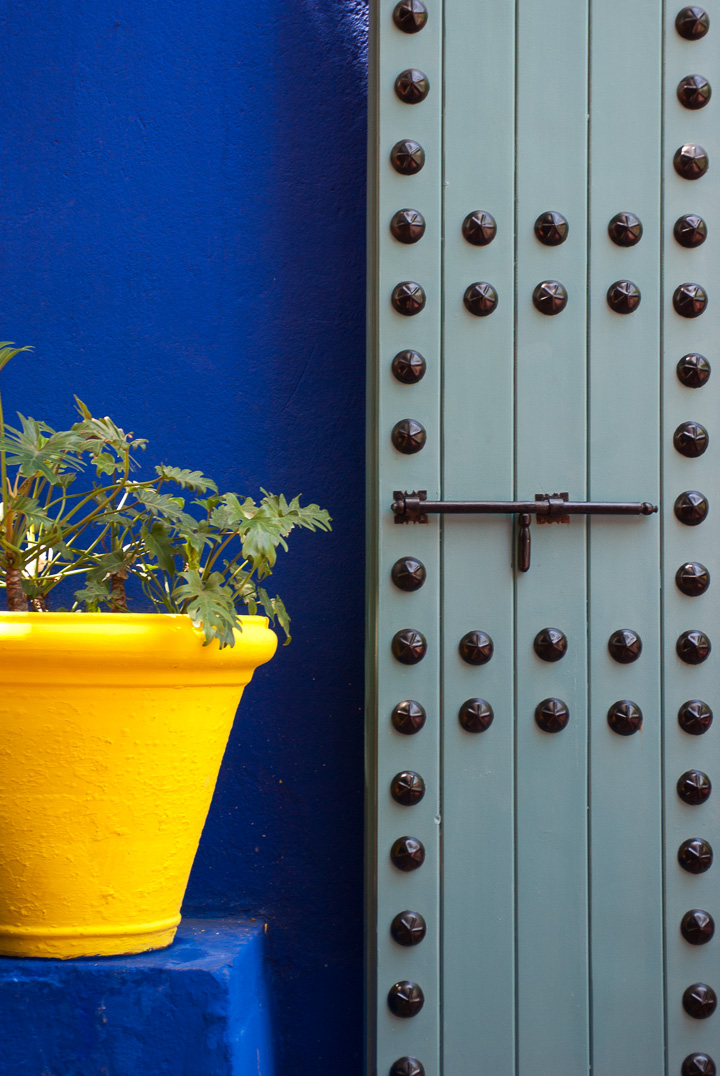
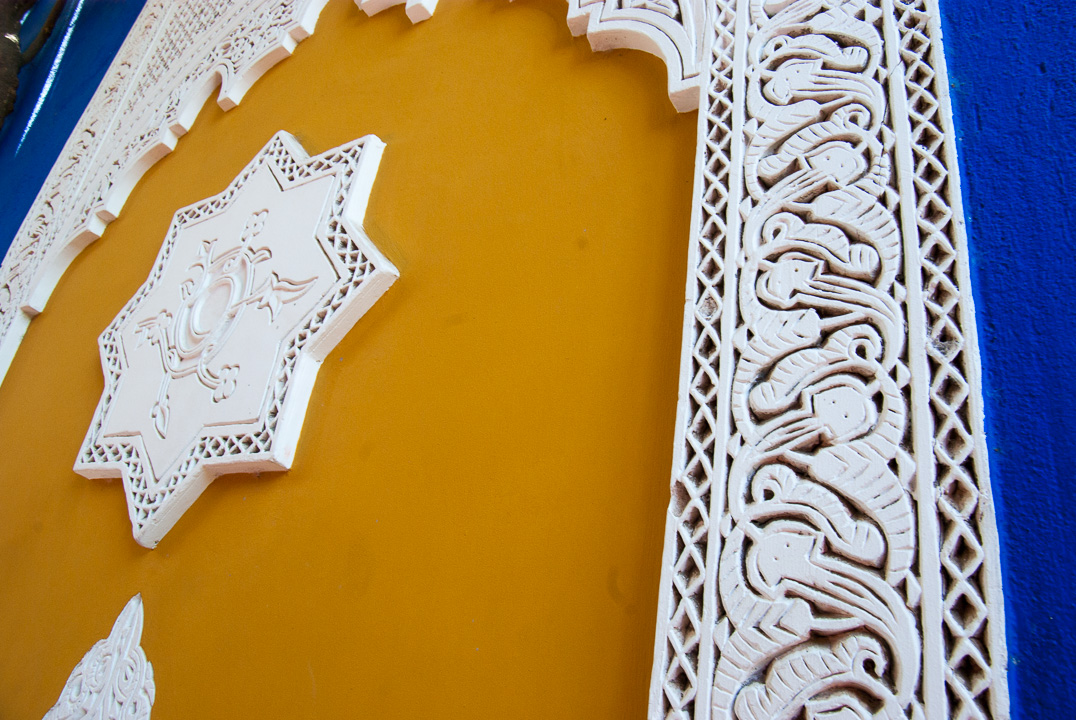
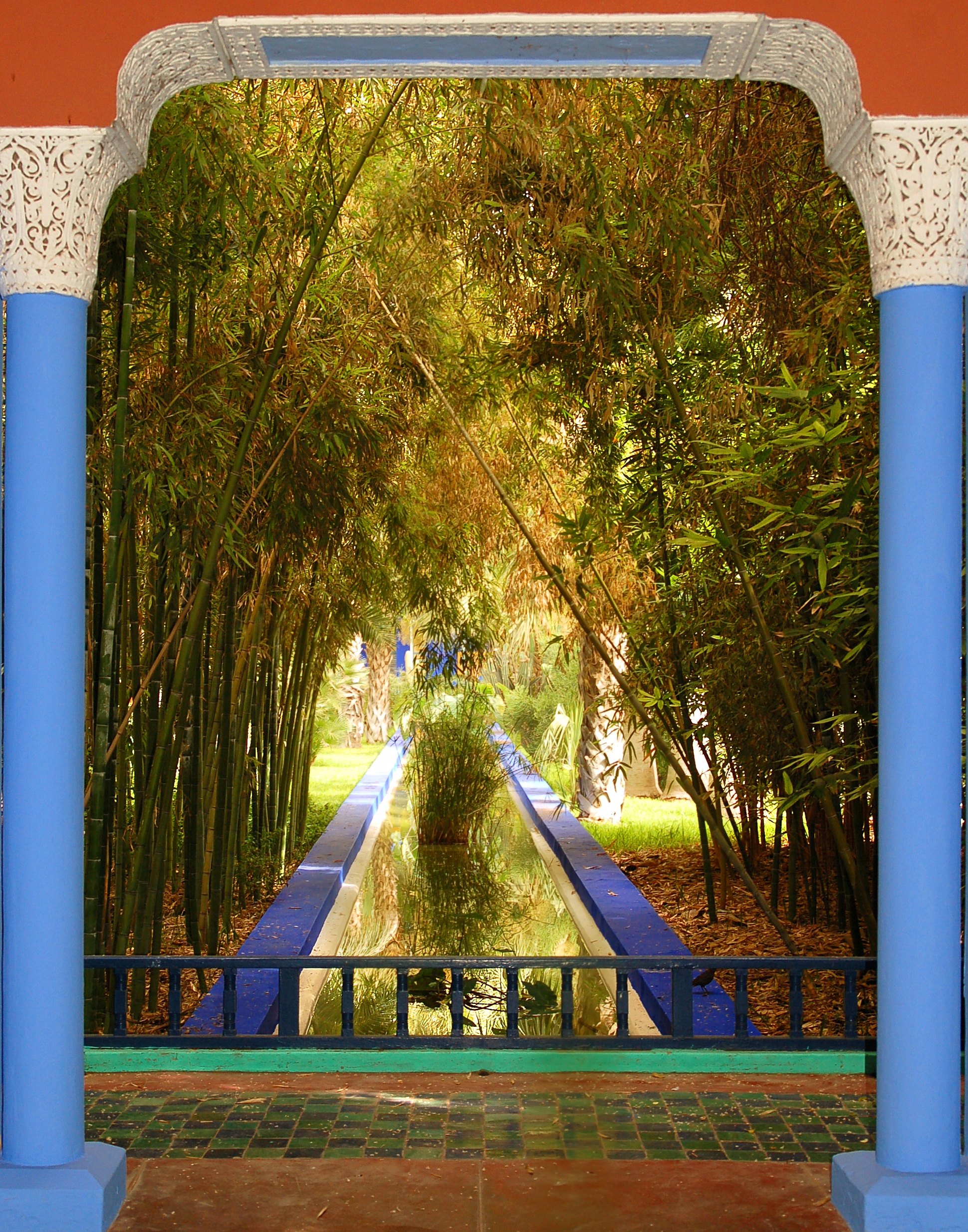
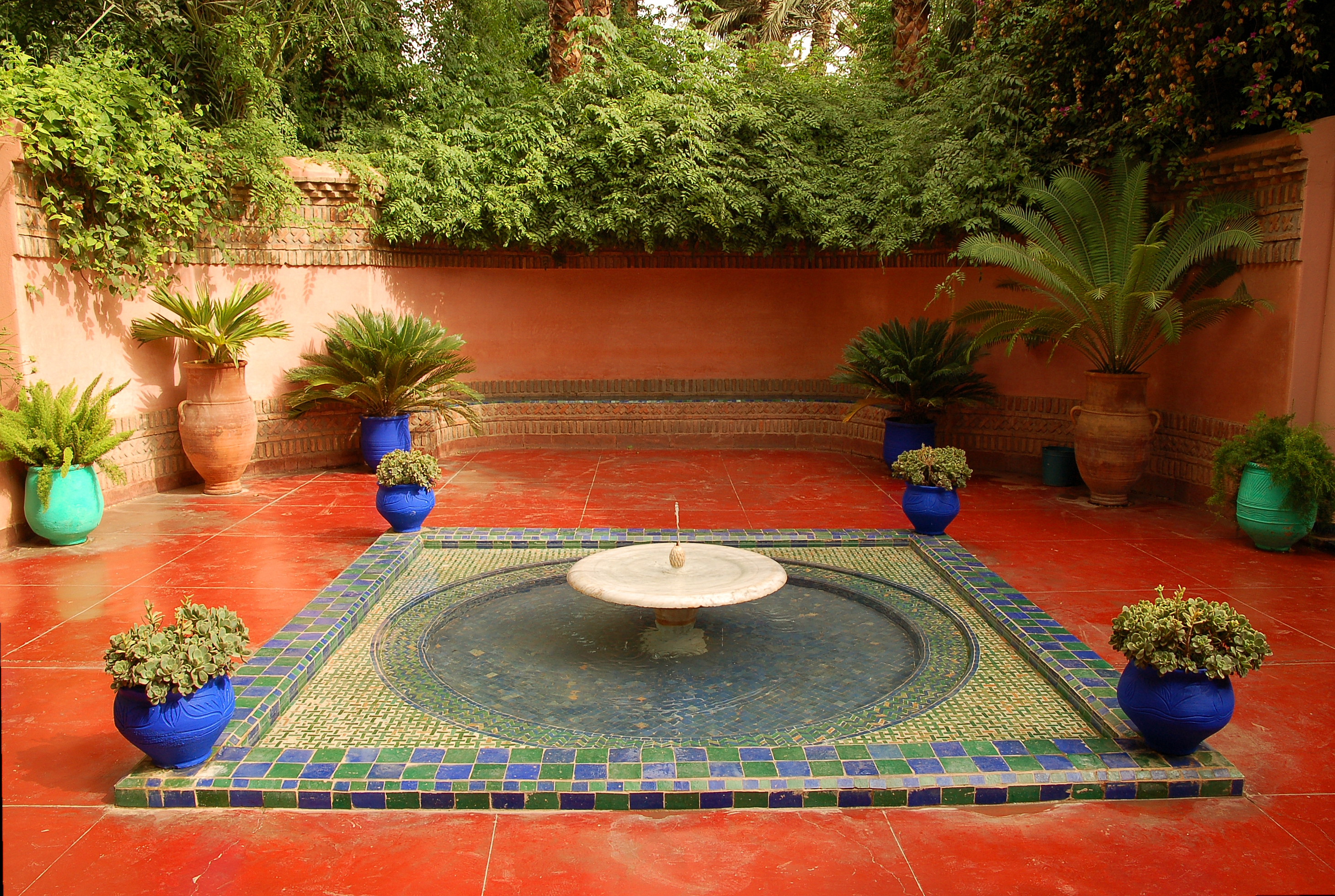
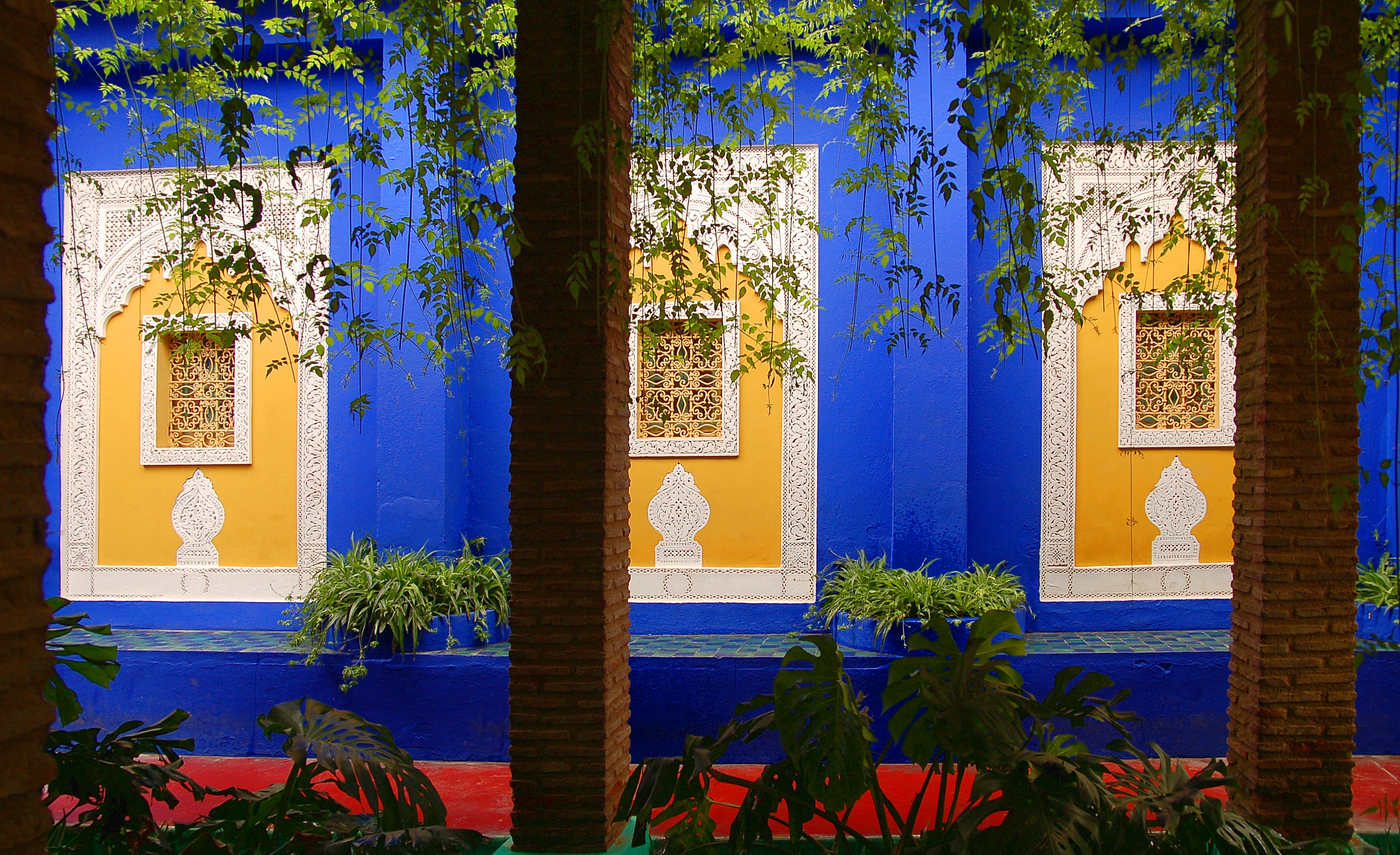